# Andreas Fischer (Fußballspieler, 1938)
Andreas Fischer (* 9. Juni 1938; † 1993) war ein deutscher Fußballspieler. Für die BSG Chemie Zeitz spielte er 1959 und 1960 in der DDR-Oberliga, der höchsten Spielklasse im DDR-Fußball.

## Sportliche Laufbahn
Bereits als Schüler spielte Andreas Fischer bei der Betriebssportgemeinschaft (BSG) Chemie Zeitz. Seine ersten acht Punktspiele für die erste Männermannschaft bestritt er bereits als 18-Jähriger 1956 (Kalenderjahrsaison) in der zweitklassigen DDR-Liga. Nachdem er in der Saison 1957 nicht in der DDR-Liga eingesetzt worden war, eroberte er sich 1958 als Abwehrspieler einen Stammplatz in der ersten Mannschaft und schaffte mit ihr den Aufstieg in die DDR-Oberliga. Die Position des Abwehrspielers behielt Fischer auch in den beiden Spielzeiten, in denen Chemie Zeitz in der Oberliga spielte. Während er 1959 alle 26 Punktspiele bestritt, verpasste er 1960 nur ein Oberligaspiel. Nach dem Abstieg absolvierte Fischer bis 1967 noch sechs Spielzeiten in der DDR-Liga. Bis 1965 war er stets Stammspieler geblieben, in den 125 ausgetragenen Punktspielen war er in 114 Begegnungen aufgestellt worden. Als Chemie Zeitz 1963 überraschend als Zweitligist das Endspiel um den DDR-Fußballpokal erreichte, es jedoch gegen Motor Zwickau mit 0:3 verlor, war Fischer als Mittelfeldspieler eingesetzt worden. In der Spielzeit 1965/66 (Sommer-Frühjahr-Saison seit 1961) konnte Fischer von 30 Punktspielen nur noch 19 Partien bestreiten, in seiner letzten Saison 1966/67, die er im Alter von 29 Jahren beendete, kam er noch einmal in 20 DDR-Liga-Spielen zum Einsatz. Anschließend war er nicht mehr im höherklassigen Fußball vertreten. In seiner Bilanz konnte er auf 233 Punktspiele in der DDR-Liga und in der Oberliga  zurückschauen. Während er in der Oberliga torlos geblieben war, erzielte er in seinen 182 DDR-Ligaspielen acht Tore. Später war er als Übungsleiter bei der BSG Motor Zeitz tätig und führte die Mannschaft 1984 in die viertklassige Bezirksklasse. 1993 kam er bei einem Betriebsunfall ums Leben.

## Stationen
- 1956 bis 1967: BSG Chemie Zeitz